# فرانسيسكو فيداتو
فرانسيسكو فيداتو (بالإيطالية: Francesco Fedato)‏ (15 أكتوبر 1992 في إيطاليا - ) هو لاعب كرة قدم إيطالي في مركز الهجوم. شارك مع منتخب إيطاليا تحت 20 سنة لكرة القدم ومنتخب إيطاليا تحت 21 سنة لكرة القدم. أما مع النوادي، فقد لعب مع نادي باري ونادي سامبدوريا ونادي فينيزيا ونادي كاتانيا ونادي لوكيزي ونادي ليفورنو ونادي مودينا.

## وصلات خارجية
- فرانسيسكو فيداتو على موقع الاتحاد الأوربي (الإنجليزية)
- فرانسيسكو فيداتو على موقع قاعدة بيانات كرة القدم.إي يو (الإنجليزية)
- فرانسيسكو فيداتو على موقع Soccerway.com (الإنجليزية)
- فرانسيسكو فيداتو على موقع عالم كرة القدم.نت (الإنجليزية)
- فرانسيسكو فيداتو على موقع AS.com (الإسبانية)